# Frieden von Ouchy

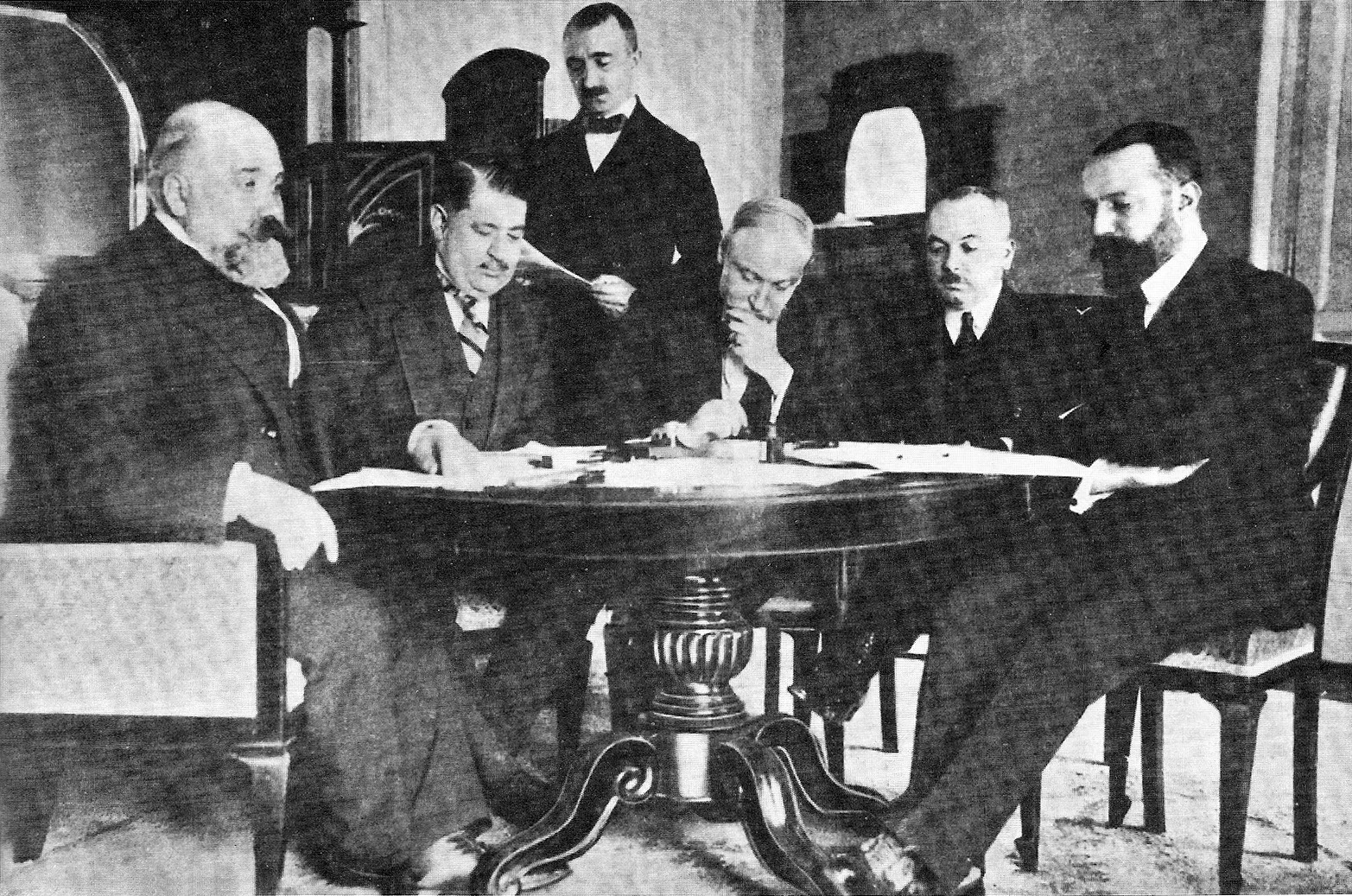
Mitglieder der Verhandlungsdelegationen

Der Frieden von Ouchy (auch Erster Vertrag von Lausanne) wurde am 18. Oktober 1912 zwischen dem Königreich Italien und dem Osmanischen Reich abgeschlossen und beendete den Italienisch-Türkischen Krieg.

## Geschichte
Als Folge der italienischen Besetzung der Kyrenaika und Tripolitaniens 1911 wurde der Italienisch-Türkische Krieg ausgetragen. In dessen Verlauf besetzte Italien den größten Teil der Dodekanesinseln, um die Türkei zum Einlenken zu zwingen. Nach dem Sturz von Mehmed Said Pascha erfolgten Friedensverhandlungen in Ouchy, einem Stadtteil von Lausanne. 
Nach längeren Verhandlungen stimmte die osmanische Seite, die durch den Ausbruch des ersten Balkankrieges unter militärischem Druck stand, einem Rückzug aus der Kyrenaika und Tripolitanien zu und Italien würde sich danach von den Inseln zurückziehen. Die Abtretung der Kyrenaika und Tripolitaniens wird dabei im Vertrag nicht deutlich angesprochen, da der Koran die Abtretung von Gebieten an Ungläubige verbietet, sondern ist nur dem Sinn nach zu entnehmen.
Für die italienische Delegation unterzeichneten Pietro Bertolini, Guido Fusinato und Giuseppe Volpi und für das Osmanische Reich Mehmed Nabi Bey und Rumbeyoğlu Fahreddin Bey den Vertrag.
Italien zog nicht wie vereinbart von den Dodekanesinseln ab. Einen Grund oder Vorwand dafür bot der weitergehende Kolonialkonflikt mit arabischen Widerstandskämpfern in der Kyrenaika und Tripolitanien. Diese waren von osmanischen Kämpfern nicht zu unterscheiden und so zögerte die italienische Regierung den Abzug von den Inseln hinaus. Der Historiker Richard Bosworth vermutet, dass der damalige italienische Außenminister San Giuliano damit ein Pfand für künftige diplomatische Verhandlungen und weniger eine dauerhafte Annexion anstrebte.